# ديفيد إيتون
ديفيد إيتون (بالإنجليزية: David Eaton)‏ (30 سبتمبر 1981 بليفربول في المملكة المتحدة - ) هو لاعب كرة قدم بريطاني في مركز الهجوم. لعب مع ماكليسفيلد تاون ونادي إيفرتون ونادي بارسكو.

## وصلات خارجية
- ديفيد إيتون على موقع قاعدة بيانات كرة القدم.إي يو (الإنجليزية)
- ديفيد إيتون على موقع Soccerbase.com (لاعب) (الإنجليزية)